# Praeaulacidae
Praeaulacidae (лат.) — семейство вымерших перепончатокрылых насекомых из надсемейства Evanioidea (Hymenoptera). Включают в состав Evanioidea в качестве анцестральной группы. Обнаружены в юрских и меловых отложениях (Австралия, Казахстан, Китай, Монголия, Мьянма, Россия, Франция, 165—90 млн лет назад).

## Описание
Мелкие и среднего размера перепончатокрылые наездники: длина тела  от 3 до 10 мм. Жилкование крыльев полное с развитыми ячейками 2-3 r-m и 2 m-cu. В переднем крыле жилка RS в передней части длинная. Нижнечелюстных щупики 6-члениковые, в нижнегубных щупиках не менее 3 сегментов (у сохранившихся форм). Усики содержат множество члеников (14—27). Верхняя губа крупная, заострённая. Пронотум поперечный. Швы среднеспинки развиты (парапсидальный, срединный и другие). Место причленения брюшка расположено высоко или в середине промежуточного сегмента. Яйцеклад хорошо развит. Предположительно паразитировали на насекомых-ксилофагах.

## Классификация
Семейство было впервые выделено в 1972 году советским и российским палеоэнтомологом Александром Павловичем Расницыным (ПИН РАН, Москва). В 1980 году в состав включили, описанное в 1975 году семейство Anomopterellidae в статусе подсемейства Anomopterellinae; но в 2013 году вернули на уровень отдельного семейства. В настоящее время Anomopterellidae рассматриваются в качестве вымершей анцестральной ветви всей группы эваноидных наездников Evanioidea и как сестринская группа к кладе (Aulacidae + (Evaniidae + Gasteruptiidae)).
- Подсемейство Anomopterellinae Rasnitsyn, 1975[6]
  - Anomopterella
  - Choristopterella Li et al., 2013
  - Synaphopterella Li et al., 2013
- Подсемейство Cretocleistogastrinae Rasnitsyn, 1990[7]
  - Cretocleistogaster Rasnitsyn, 1975 (Cretocleistogaster hyperura — Cretocleistogaster undurgensis — Cretocleistogaster vitimica)[8]
  - Miniwestratia Rasnitsyn, 1990 (Miniwestratia minima)[9]
  - Nanowestratia Rasnitsyn, 1990 (Nanowestratia parvula)[9]
  - Sinowestratia Zhang & Zheng, 2000 (Sinowestratia communicata)[10]
  - Westratia Jell & Duncan, 1986 (Westratia caudata — Westratia curtipes — Westratia femorata — Westratia gobiensis — Westratia nana — Westratia pachygaster — Westratia pentadecamera — Westratia striata)[11]
- Подсемейство Nevaniinae Zhang & Rasnitsyn, 2007[12]
  - Nevania Zhang & Rasnitsyn, 2007
- Подсемейство Praeaulacinae Rasnitsyn, 1972
  - Archaulacus (Archaulacus probus)[13]
  - Aulacogastrinus Rasnitsyn, 1983 (Aulacogastrinus ater — Aulacogastrinus hebeiensis — Aulacogastrinus insculptus — Aulacogastrinus longaciculatus)[14]
  - Eosaulacus Zhang & Rasnitsyn, 2008 (Eosaulacus giganteus — Eosaulacus granulatus)[1]
  - Evanigaster Rasnitsyn, 1972 (Evanigaster petiolatus)
  - Evaniops Rasnitsyn, 1972 (Evaniops rostratus)
  - Gulgonga (Gulgonga beattiei)[15]
  - Habraulacus Li et al., 2015 (Habraulacus zhaoi)[16]
  - Praeaulacinus Rasnitsyn, 1972 (Praeaulacinus crassipes — Praeaulacinus minor — Praeaulacinus parvus)
  - Praeaulacites Rasnitsyn, 1972 (Praeaulacites medius — Praeaulacites minimus — Praeaulacites nigripes — Praeaulacites pachygaster — Praeaulacites subniger)
  - Praeaulacon Rasnitsyn, 1972 (Praeaulacon caudatus — Praeaulacon coniventer — Praeaulacon elegantulus — Praeaulacon elongatus — Praeaulacon ningchengensis — Praeaulacon tenuis)
  - Praeaulacops Rasnitsyn, 1972 (Praeaulacops lucidus)
  - Praeaulacus Rasnitsyn, 1972
  - Sinaulacogastrinus Zhang & Rasnitsyn, 2008 (Sinaulacogastrinus eucallus — Sinaulacogastrinus solidus)[1]
- incertae sedis
  - Albiogonalys (Albiogonalys elongatus Nel et al., 2003)[17]